# Brachymyrmex cordemoyi
Brachymyrmex cordemoyi es una especie de hormiga perteneciente al género Brachymyrmex, categorizada en la tribu Myrmelachistini, de la subfamilia Formicinae.

## Distribución
Se distribuye por Comoras, Madagascar, Mauricio, Reunión, Seychelles, Argentina, Brasil, Colombia, República Dominicana, Ecuador, El Salvador, Guadalupe, Guatemala, Guyana, México, Paraguay, Perú, Surinam, Estados Unidos, Venezuela, Arabia Saudita,  Nueva Caledonia, Islas Salomón y Vanuatu. Se ha encontrado a altitudes de 1-1675 m s. n. m.

## Taxonomía
Fue descrita por Forel en 1895.